# موزي كتي السفلي (دابوي الجنوبي)
موزي کتي السفلی (بالفارسية: موزی‌کتی سفلی) هي قرية تقع في إيران في قسم دابوي الجنوبی الريفي. يقدر عدد سكانها بـ 238 نسمة .